# ウォルフ1069b
ウォルフ1069bとは、赤色矮星であるウォルフ1069の周囲を公転している地球サイズの惑星である。ウォルフ1069のハビタブルゾーン内に位置するウォルフ1069bは、潜在的に居住可能な惑星であると考えられており、またハビタブルゾーン内を公転している地球質量の惑星の中で太陽系から6番目に近いと考えられている。ドップラー分光法で測定したウォルフ1069bの最小質量は1.26 M🜨で、その半径は1.08 R🜨と推定されている。平衡温度は-23℃である。

## 物理的性質
| 地球 | ウォルフ1069b |
| ---- | ------------- |
| 地球 | Exoplanet     |

ウォルフ1069bは地球から約9.6パーセク (31 ly) 離れた場所に位置しており、既知の太陽系外惑星の中で最も近いものの1つである。測定されたウォルフ1069bの最小質量は1.26 ± 0.21 M🜨であり、地球の質量と非常に似ている。質量と半径の関係から、その半径は1.08 R🜨と推定される。
平均距離0.0672天文単位 (10,050,000 km) で主星の周囲のハビタブルゾーン内を公転しており、公転周期は約16日である。
ウォルフ1069bは、スペインのカラル・アルト天文台に設置されているCARMENESのドップラー分光法を用いた観測によって得られたデータを使用して発見された。この発見は、2023年1月に学術誌のアストロノミー・アンド・アストロフィジックスで発表された。

## 居住可能性
ウォルフ1069bは、地球と同様の質量を持っていることに加えて、主星の保守的なハビタブルゾーン（0.056～0.111天文単位の間に位置）内を公転しているため、潜在的に居住可能な惑星と考えられている。ウォルフ1069bはおそらくその表面に液体の水が存在することに加えて、地球と同様の組成（鉄32.5%、ケイ酸塩67.5%）を持っている可能性が非常に高い。地球から31光年離れたところに位置し、ハビタブルゾーン内を公転する地球質量の惑星の中で6番目に近い。ウォルフ1069bより地球に近いのはGJ 1002 bとc、GJ 1061 b、ティーガーデン星b、プロキシマ・ケンタウリbのみである。平衡温度は250 K (−23 °C) と計算され、地球が太陽から受け取る入射放射束の65%程度を主星から受けている。
潜在的に居住可能であると考えられているものの、ウォルフ1069bは恒星からの距離が短いため自転と公転の同期が発生しており、惑星の片側は常に昼側で、もう片側は常に夜側となっている。そのため、地球のように昼と夜が交互に来ることはなく、惑星の片側は永遠に昼で、もう片側は永遠に夜である。